# Борте (дружина Чингісхана)
Борте (монг. Үжин Бөртэ, Üdschin Börte, Burtai; 1161 — ?) — перша, або головна дружина Чингізхана і матір його чотирьох синів Джучі, Чаґатая, Угедея, Толуя, а також п'яти дочок. Борте була дочкою хана хонгіратів. Була на рік старшою за чоловіка і за старою монгольською традицією, заручена з Чингізханом з десяти років. Через вбивство свого батька Темуджин мусив залишити її спочатку у свого народу. Пізніше викрадена меркітами, однак Темуджин за допомогою Ван-Хана та Джамуха Гурхана її звільнив.
Чингізхан дуже високо цінував Борте і часто шукав її поради.